# Port lotniczy Mao
Port lotniczy Mao – port lotniczy położony w Mao, w Czadzie.